# District de Nakonde
Le district de Nakonde est un district de Zambie, situé dans la Province Septentrionale. Sa capitale se situe à Nakonde. Selon le recensement zambien de 2000, le district a une population de 75 135 personnes.